# Macbeth (musikalbum)
Macbeth är ett album av gruppen Laibach släppt 1990. Precis som Baptism innehåller det musik till en teaterpjäs, denna gången till Shakespeares Macbeth.

## Låtlista
1. "Preludium" - 1:02
2. "Agnus Dei (Acropolis)" - 4:33
3. "Wutach Schlucht" - 4:27
4. "Die Zeit" - 1:14
5. "Ohne Geld" - 3:52
6. "U.S.A." - 0:50
7. "10.5.1941" - 0:31
8. "Expectans Expectavos" - 5:13
9. "Coincidentia Oppositorum" - 4:21
10. "Wolf" - 1:03
11. "Agnus Dei (Exil und Tod)" - 4:54